# Rampage - Giustizia capitale
Rampage - Giustizia capitale (Rampage: Capital Punishment) è un film del 2014 diretto da Uwe Boll, sequel del film Rampage del 2009.

## Trama
In Oregon, nella città di Tenderville, Bill Williamson, un ragazzo di 23 anni dopo essere andato 3 anni prima in giro a uccidere persone comuni facendo una strage uccidendo 93 persone ed essere scomparso nel nulla,  irrompe in una televisione locale e, con la collaborazione forzata di un noto anchorman di nome Chip, spiega alla popolazione il potere dell'élite usando la televisione come mezzo di comunicazione per i suoi deliri.